# Judith McHale
Judith A. McHale (New York, 1946) è una politica, funzionario, diplomatica e dirigente d'azienda statunitense, sottosegretario di Stato per la diplomazia e gli affari pubblici fra il 2009 e il 2011 durante l'amministrazione Obama.

## Biografia
Figlia di un funzionario degli Affari Esteri, la McHale nacque a New York ma crebbe fra la Gran Bretagna e il Sudafrica. Suo zio era William McHale, un giornalista che morì nell'incidente aereo che costò la vita al presidente dell'Eni Enrico Mattei.
Dopo la laurea la McHale intraprese una carriera nel mondo degli affari e venne assunta prima da MTV Networks e in seguito da Discovery Communications, di cui venne nominata presidente e amministratore delegato.
Dopo essere stata membro di vari consigli di amministrazione e aver ricoperto incarichi pubblici su nomina del governatore del Maryland Parris Glendening, la McHale approdò al Dipartimento di Stato.
Nel 2009 il Presidente Barack Obama la scelse per ricoprire la carica di sottosegretario di Stato per la diplomazia e gli affari pubblici. La McHale mantenne l'incarico finché non si dimise nell'estate del 2011.